# Brigantenliebe
Brigantenliebe ist ein deutsches Stummfilmdrama aus dem Jahre 1920 mit Ellen Richter und Hans Adalbert Schlettow in den Hauptrollen.

## Handlung
Der Brigant Carlo, ein Räuberhauptmann, der sich in den Bergen versteckt hält, ist ein wahrer Robin Hood Italiens: Er beraubt die Reichen und Mächtigen und gibt die Beute an die Armen und Bedürftigen weiter. Eines Tages wird auch der reiche Bankier Castrozzo sein Opfer, der in seine Hände fällt und von Carlo gefangen genommen wird. Als „Beifang“ ist ihm die rassige Fiametta ins Netz gegangen, ihres Zeichens Gesellschafterin der Tochter Castrozzos. Die hasst ihn von Anbeginn für seine Missetaten, während Carlo sich umgehend in Fiametta verliebt. Um ihn der Staatsmacht ans Messer zu liefern, beginnt Fiametta so zu tun, als würde sie Carlos Gefühle erwidern. Ihr Plan gelingt, und Carlo soll erschossen werden. Erst jetzt erkennt sie seinen edlen Charakter und wirft sich vor ihn, als man ihn füsiliert. Damit teilt sie sein tödliches Schicksal.

## Produktionsnotizen
Brigantenliebe passierte am 30. Juli 1920 die Filmzensur und erhielt Jugendverbot. Die Uraufführung fiel bereits auf den 2. Juli 1920 in Berlins U.T. Nollendorfplatz. Die Länge des Vierakters betrug 1213 Meter.

## Kritiken
„Die Hauptrolle verkörpert Ellen Richter rassig und temperamentvoll […] Regie tadellos und Photographie von blendender Schönheit.“

Paimann’s Filmlisten resümierte: „Stoff, Photos und Szenerie sehr gut. Spiel ausgezeichnet.“